# 317-es busz
A 317-es jelzésű autóbusz egy egyszeri gyorsjárat. Reggel Gödöllő autóbusz-állomásáról indul, majd Mogyoródot elérve a 320-as busz útvonalán közlekedik Újpestig. A járat elsődleges célja nem is a tényleges Gödöllő-Budapest hivatásforgalom kiszolgálása (hiszen arra ott van a HÉV és a MÁV, ill. a népligeti autóbusz pályaudvarig közlekedő távolsági járatok), hanem Gödöllőről összeköttetést biztosítson a reggeli csúcsidőben Mogyoródon keresztül Fóttal, valamint a MÁV fóti autóbusz-telephelyével, továbbá reggel biztosítson Gödöllőről egy egyszeri átszállás nélküli eljutási lehetőséget Rákospalotáig és Újpestig, ezzel is némileg enyhítve a Mogyoród-Fót-Budapest járatok utasterhelését.
A járat a BB szakaszhatártól a Budapest Bérlettel igénybe vehető.

## Megállóhelyei
| 0  | Gödöllő, autóbusz-állomás induló végállomás                  | |
| 1  | Gödöllő, Szabadság tér                                       | 324, 402, 412, 422, 432, 442, 446, 447, 448, 450, 451, 452, 453, 454, 455, 464, 466, 470, 471, 472, 473, 474, 475, 476, 477, 478, 479 1052, 1076                                          |
| 2  | Mogyoród, HÉV állomás                                        | 320, 321, 324, 325, 326 |
| 3  | Mogyoród, Szadai elágazás                                    | 320, 321, 324, 325, 326 |
| 4  | Mogyoród, Ring fogadó                                        | 320, 321, 324, 325, 326 |
| 5  | Mogyoród, Újfalu                                             | 320, 321, 324, 325, 326 |
| 6  | Mogyoród, patak híd                                          | 320, 321, 324, 325, 326 |
| 7  | Mogyoród, Mázsa tér                                          | 320, 321, 324, 325, 326 |
| 8  | Mogyoród, Mátyás király utca                                 | 320, 321, 324, 325, 326 |
| 9  | Fót, Kézműipari Vállalat                                     | 320, 324, 325, 326 |
| 10 | Fót, Vörösmarty utca                                         | 320, 324, 325, 326 |
| 11 | Fót, Gyermekváros (Templom)                                  | 308, 309, 310, 314, 315, 316, 318, 319, 320, 324, 325, 326, 371 |
| 12 | Fót, Gyermekváros (Benzinkút)                                | 308, 309, 310, 314, 315, 316, 318, 319, 320, 324, 325, 326, 371 |
| 13 | Fót, Auchan-elágazás (Sikátorpuszta)                         | 308, 309, 310, 313, 314, 315, 316, 318, 319, 320 |
| 14 | Fót, VOLÁNBUSZ telep                                         | |
| 15 | Budapest, Szántóföld út                                      | 124 308, 309, 310, 313, 314, 315, 318, 319, 320, 321 |
| 16 | Budapest, Juhos utca                                         | 5, 104A, 204, 231, 231B 308, 309, 310, 313, 314, 315, 318, 319, 320, 321 |
| 17 | Budapest, Széchenyi tér                                      | 104A, 125, 170, 204, 231, 231B 308, 309, 310, 313, 314, 315, 316, 318, 319, 320, 321 |
| 18 | Budapest, Árpád Kórház                                       | 25, 104A, 170, 196, 196A, 204 308, 309, 310, 313, 314, 315, 316, 318, 319, 320, 321 |
| 19 | Budapest, Újpest-Központ                                     | 12, 14 25, 30, 30A, 104A, 120, 147, 170, 196, 196A, 204, 220, 230 308, 309, 310, 313, 314, 315, 316, 318, 319, 320, 321                                                                   |
| 20 | Budapest, Újpest-Városkapu (XIII. kerület) érkező végállomás | 104A, 121, 122E, 196, 196A, 204 300, 302, 303, 305, 308, 309, 310, 312, 313, 314, 315, 316, 318, 319, 320, 321, 872, 880, 882, 883, 884, 889, 890, 893 1010, 1011, 1013, 1014 S72 Z72 S76 |